# Hojo Sadatoki

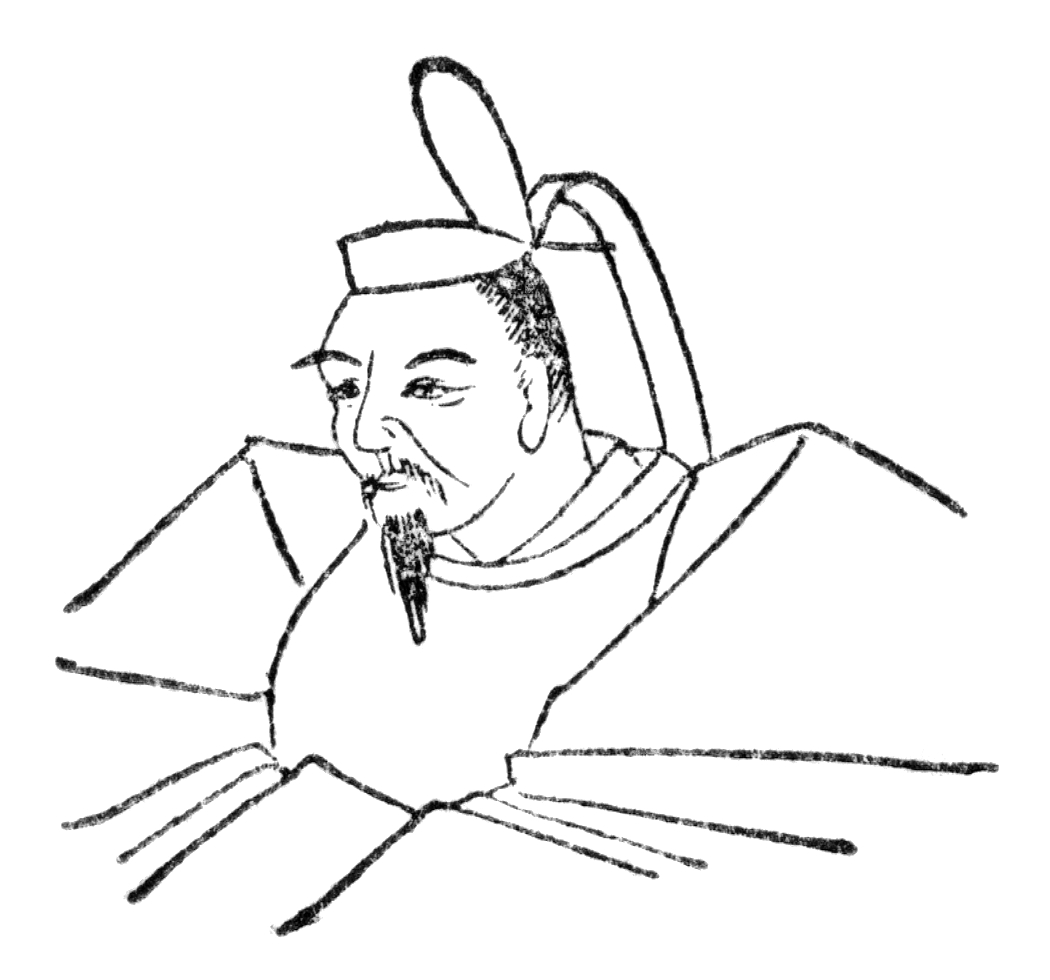

Hojo Sadatoki (Japans: 北条貞時) (1271 - 1311) van de Hojo-clan was de negende shikken (regent) van het Japanse Kamakura-shogunaat en heerste van 1284 tot 1301. Als tokuso (hoofd van de Hojo-clan) heerste hij de facto vanaf zijn aantreden als shikken in 1284 tot zijn dood in 1311.
Sadatoki was de zoon van shikken Hojo Tokimune en diens vrouw uit de Adachi-clan. Sadatoki werd op veertienjarige leeftijd shikken, na de dood van zijn vader. Taira Yoritsuna hield in deze periode de voogdij over Sadatoki.

## Shimotsuki incident
De Hojo-clan had meerdere rivaliserende families verslagen- waarmee enkel de Adachi-clan als rivaal overbleef. De Adachi en Hojo waren voorheen bondgenoten, maar een plot van Adachi Yasumori om de macht van de Hojo over te nemen resulteerde erin dat Sadatoki, Taira Yoritsuna toestemming gaf om de Adachi aan te vallen. Mogelijk had Taira Yoritsuna de aanklacht tegen Adachi Yasumori vervalst vanwege politieke rivaliteit. De aanval vond plaats in 1285 en is bekend als het Shimotsuki incident. Het vond plaats nabij de thuisbasis van de Adachi en resulteerde praktisch in de uitroeiing van de Adachi-clan (500 doden).  Adachi Yasumori was de schoonbroer van de zoon van de grootvader van Sadatoki.

## Heizenpoort incident
Taira Yoritsuna en 90 van diens volgelingen kwamen om tijdens het Heizenpoort-incident (平禅門の乱, Heizenmon no Ran) in 1293.

## Einde regentschap en dood
Sadatoki eindigde zijn regentschap in 1301 en trad vervolgens toe tot het priesterschap. Enkele bronnen claimen dat hij vanuit de afgesloten omgeving van de tempel waar hij verbleef, nog steeds effectief Japan regeerde tot zijn dood in 1311. Hij ligt begraven samen met zijn vader en Hojo Takatoki.